# Alejandro Encinas Rodríguez
Alejandro de Jesús Encinas Rodríguez né le 13 mai 1954 à Mexico, Mexique. Il est un homme politique mexicain membre du Partido de la Revolución Democrática. Aussi il fut le Chef de gouvernement du District fédéral (« maire de Mexico ») de 2005 à 2006 à la suite de la démission d'Andrés Manuel López Obrador, il fut candidat à la présidence de son parti en 2008 face à Jesús Ortega qui obtint le poste,.